# 大湖镇 (永安市)
大湖镇是中国福建省三明市永安市下辖的一个镇。

## 行政区划
大湖镇共辖1个居委会、18个行政村，分别是：

石林社区、大湖村、坑源村、岭干村、上甲村、增田村、坂头村、百叶车村、益溪村、瑶田村、冲一村、冲二村、冲三村、冲四村、新洋村、魏坊村、吴坊村、高增村和李坊村。